# کروشویتسا (پروکوپیه)
کروشویتسا (به صربی: Kruševica) یک منطقهٔ مسکونی در صربستان است که در پروکوپلیه واقع شده‌است. کروشویتسا ۴۷ نفر جمعیت دارد.